# Звенимир
Зве́нимир (болг. Звенимир) — село в Силістринській області Болгарії. Входить до складу общини Главиниця.

## Населення
За даними перепису населення 2011 року у селі проживали 370 осіб.
Національний склад населення села:
| Національність   | Кількість осіб | Відсоток |
| ---------------- | -------------- | -------- |
| турки            | 254            | 94,4%    |
| болгари          | 10             | 3,7%     |
| цигани           | 4              | 1,5%     |
| Всього відповіли | 269            |          |

Розподіл населення за віком у 2011 році:
Динаміка населення: